# Vasileios Polymeros
Vasileios Polymeros (grekiska: Βασίλιος Πολύμερος), född 20 februari 1976 i Volos i Magnesien, Grekland, är en grekisk före detta roddare. 
Han tog en silvermedalj i lättvikts-dubbelsculler vid olympiska sommarspelen 2008 i Peking tillsammans med Dimitrios Mougios och en bronsmedalj vid olympiska sommarspelen 2004 i Aten tillsammans med Nikolaos Skiathitis.